# Howard Zinn

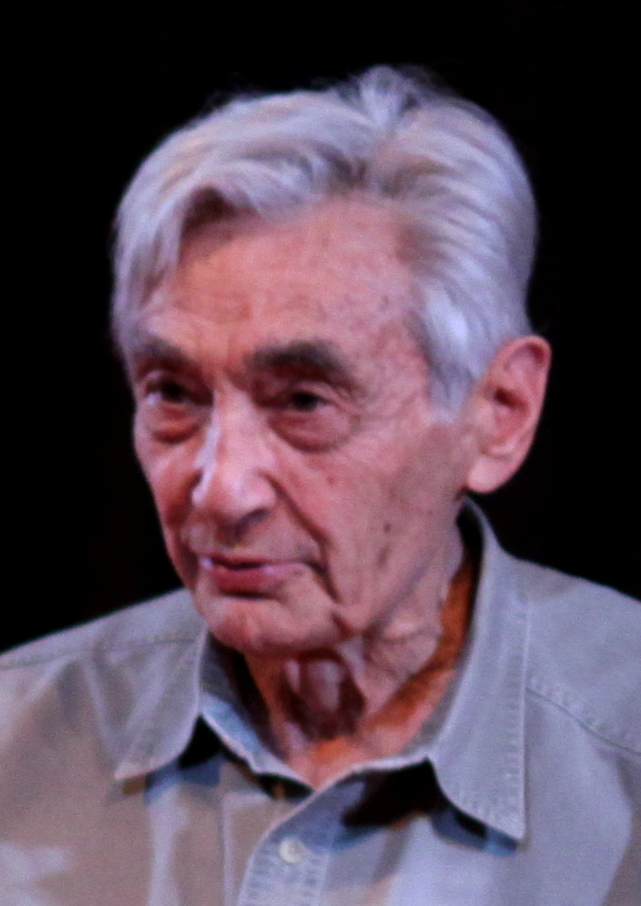
Howard Zinn (2009)

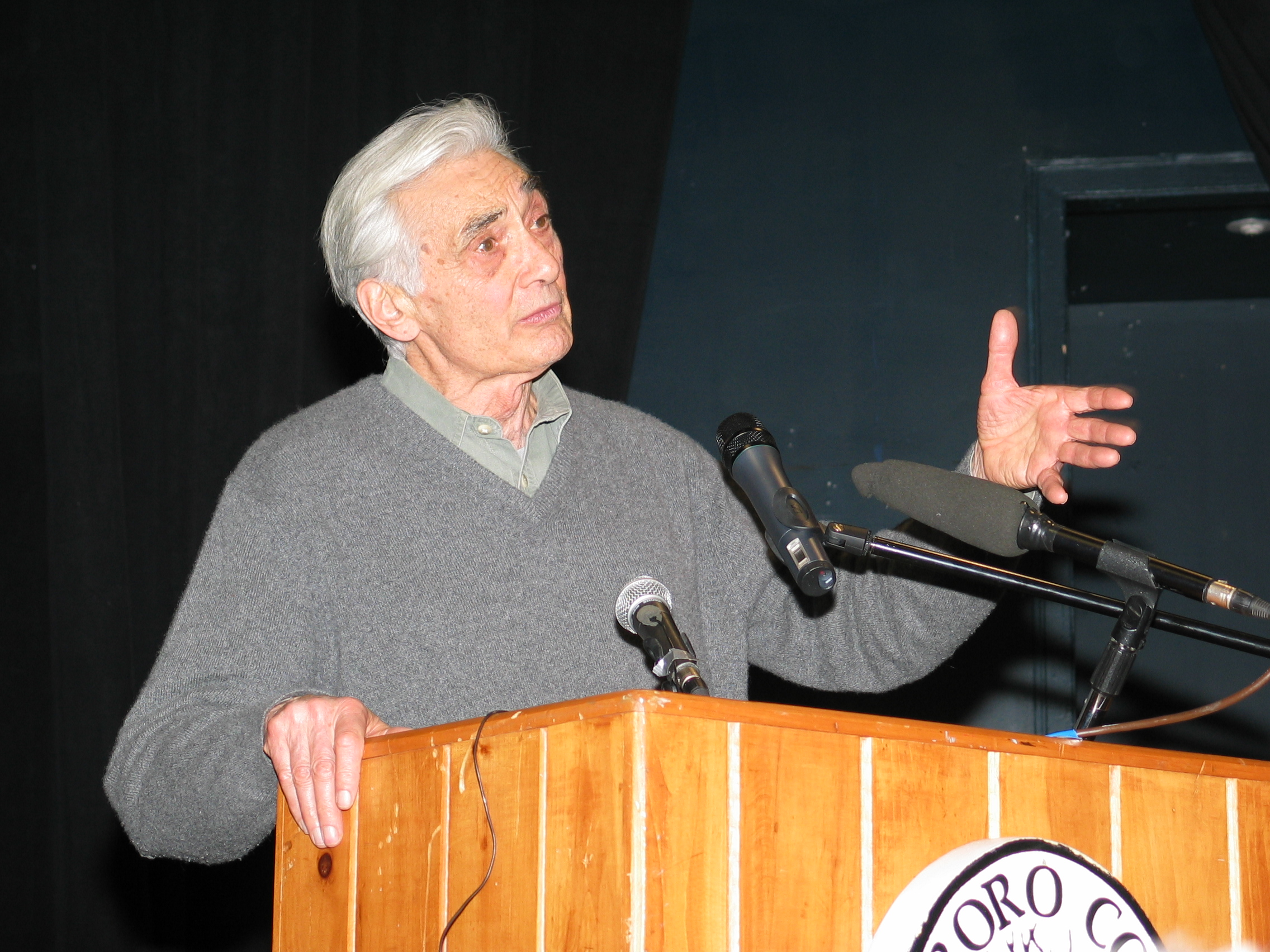
Howard Zinn (Februar 2004)

Howard Zinn (* 24. August 1922 in Brooklyn, New York City; † 27. Januar 2010 in Santa Monica, Kalifornien) war ein US-amerikanischer Historiker, Politikwissenschaftler, Verfasser von Theaterstücken und Professor an der Boston University.
Den Schwerpunkt seiner Geschichtsforschung bildeten die Bürgerrechts- und Friedensbewegungen. Als Praktiker der Geschichte von unten verfolgte Zinn eine Alternative zur traditionellen amerikanischen Geschichtsschreibung. Sein Werk A People’s History of the United States, das in einer Auflage von mehr als einer Million erschienen ist, versucht die amerikanische Geschichte jeweils aus der Perspektive von sonst in der Geschichtsschreibung üblicherweise wenig beachteten Gruppen, darunter auch machtlosen „Opfern“, darzulegen.
Zinn war zudem ein entschiedener Kritiker der Außenpolitik der Vereinigten Staaten. Er war in der Bürgerrechtsbewegung und Friedensbewegung aktiv und wurde neben Noam Chomsky zu einem der bekanntesten Vertreter der amerikanischen Linken.

## Leben
Zinn wuchs in einer Arbeiterfamilie von jüdischen Immigranten in Brooklyn auf und arbeitete auf den Werften in Brooklyn. Während des Zweiten Weltkriegs flog er Bombeneinsätze in Europa, eine Erfahrung, die, auch wenn Zinn in diesem Krieg aufgrund des Kampfes gegen die Faschisten „einen gewissen moralischen Kern“ sah, maßgebend für seine Opposition gegen Krieg wurde. Zinn war Bombenschütze einer B-17 in der 490th Bombardment Group der United States Army Air Forces. Im April 1945 nahm er an der Napalm-Bombardierung von Royan an der französischen Atlantikküste teil, das noch immer von den deutschen Truppen besetzt war. Neun Jahre später besuchte Zinn Royan, studierte dort Dokumente, interviewte Einwohner und schrieb darüber einen Bericht, der in seinem Buch The Politics of History veröffentlicht wurde und auch in The Zinn Reader enthalten ist.
Nach dem Krieg besuchte Zinn mit einem GI-Stipendium die New York University, schloss 1951 mit einem B.A. ab und erwarb an der Columbia University im Jahr 1952 einen M.A. in Geschichte (Nebenfach: Politikwissenschaft). 1958 folgte dort die Promotion.
Seine Dissertation LaGuardia in Congress war eine Studie über Fiorello La Guardias Karriere im Kongress. Sie schildert La Guardia vorteilhaft; er habe als „das Gewissen der zwanziger Jahre“ für die Verantwortung des Staates, für das Recht auf Streik, und für die Umverteilung des Reichtums durch Steuern gestritten. „Sein spezifisches Gesetzgebungsprogramm“, schrieb Zinn, „war eine erstaunlich akkurate Voraussicht des New Deal.“ Sie wurde von der Cornell University Press für die American Historical Association veröffentlicht.
1956 wurde Zinn Dekan des Department of History and Social Sciences am Spelman College (heute Atlanta University Center, Spelman College), einer Hochschule für schwarze Frauen in Atlanta, wo er am Civil Rights Movement teilnahm. Zinn beriet das Student Nonviolent Coordinating Committee (SNCC). Über seine Erfahrungen am Spelman College sagt Zinn: „Diese sieben Jahre am Spelman College waren wahrscheinlich die interessantesten, aufregendsten Jahre, in denen ich am meisten gelernt habe. Ich lernte mehr von meinen Studentinnen als meine Studentinnen von mir gelernt haben.“
Zinn arbeitete in Spelman mit dem Historiker Staughton Lynd zusammen und wurde zum Mentor für junge Aktivisten wie Alice Walker und Marian Wright Edelman. Obwohl Professor auf Lebenszeit, wurde Zinn 1963 entlassen, nachdem er Partei für einige Studenten ergriffen hatte, die den traditionellen Ehrgeiz des Spelman College, „junge Damen“ hervorzubringen, in Frage stellten, als Spelmans Studentinnen, wie Zinn in einem Artikel in The Nation schrieb, eher in einer picket line oder im Gefängnis zu finden waren, weil sie sich an den Bemühungen, die Segregation zu Fall zu bringen, beteiligt hatten. Zinn hat seine Jahre am Spelman College ausführlich in seiner Autobiographie, You Can’t Be Neutral on a Moving Train: A Personal History of Our Times dargestellt.
Laut den im Juli 2010 vom FBI aufgrund des Freedom of Information Acts herausgegebenen Akten wurde Zinn während der McCarthy-Ära als angebliches Mitglied der Kommunistischen Partei denunziert, wofür aber das FBI 1964 bei einer Überprüfung anhand seiner Informanten in der Partei keinen Hinweis fand. Das FBI versuchte ihn 1953 anzuwerben, Zinn erklärte den Agenten, dass er kein Mitglied der Partei sei, und lehnte das FBI-Ersuchen ab. Das FBI, angewiesen von J. Edgar Hoover, beobachtete ihn laut den Akten daraufhin weiter und ordnete Zinn unter anderem aufgrund seines Einflusses auf Martin Luther King, seiner Kritik am Vietnamkrieg und seiner FBI-kritischen Artikel als hochgefährlich ein – eine Kategorie, die im Falle eines Ausnahmezustandes die Verhaftung von Zinn erlaubt hätte. 1974 wurde die Akte geschlossen. Zinn verstand sich stets als Anarchist und Sozialist.
1963/64 schrieb Zinn SNCC: The New Abolitionists und The Southern Mystique. 1964 wurde er Mitglied der Fakultät der Boston University, wo er bis 1988 Geschichte und civil liberties unterrichtete. Er war einer der führenden Kritiker des Vietnamkriegs. Zinns diplomatischer Besuch in Hanoi 1968 verhalf zur ersten Freilassung von amerikanischen Kriegsgefangenen. Daniel Ellsberg vertraute die „Pentagon-Papiere“ Zinn (und anderen) an, bevor sie schließlich in der New York Times veröffentlicht wurden.
Als Experte in Ellsbergs Strafprozess vorgeladen, wurde Zinn gebeten, der Jury die Geschichte des US-amerikanischen Engagements in Vietnam seit dem Zweiten Weltkrieg bis 1963 zu erklären. Zinn erörterte diese Geschichte mehrere Stunden lang. Später erläuterte er seinen Auftritt vor der Jury:

„Ich erklärte, dass es in den Papieren nichts militärisch Bedeutsames gab, was benützt werden könnte, um der Verteidigung der USA zu schaden, dass die offengelegte Information peinlich für die Regierung war, weil sie zeigte, in den internen Memoranden der Regierung selbst, wie sie die amerikanische Öffentlichkeit belogen hatte […]. Die Geheimnisse, die durch die Pentagon Papers offengelegt wurden, mochten unangenehm für Politiker sein oder den Profiten von Firmen schaden, die Zinn, Gummi und Öl von weit entfernten Orten wollten, aber das war nicht dasselbe, wie der Nation, dem Volk zu schaden.“

Ellsberg wurde freigesprochen.
Zinn war auch als Verfasser von Theaterstücken aktiv. 1999 verfasste er ein Ein-Mann-Stück über Karl Marx, 2002 eines über Emma Goldman.
Howard Zinn war zuletzt Professor emeritus der Politikwissenschaft an der Boston University. Er lebte im Stadtteil Auburndale von Newton (Massachusetts) mit seiner Frau Roslyn. Ihre Kinder sind Myla und Jeff.
Howard Zinn erlag am 27. Januar 2010 einem Herzinfarkt im Laufe einer Urlaubsreise mit seiner Familie in Santa Monica, Kalifornien.
Zinns Autobiographie You Can’t Be Neutral on a Moving Train: A Personal History of Our Times wurde 2004 verfilmt und ist auf DVD erscheinen. Zinn hat 1991 den Thomas Merton Award, 1998 den Eugene V. Debs Award und den Lannan Literary Award, sowie 1999 den Upton Sinclair Award, erhalten. 2006 erhielt er den Haven's Center Award for Lifetime Contribution to Critical Scholarship. Am 14. April 2010, knapp drei Monate nach seinem Tod, wurde er posthum mit dem The Ridenhour Courage Prize ausgezeichnet.

## A People’s History
Das bekannteste Werk Zinns ist die umfangreiche A People’s History of the United States (auf Deutsch erschienen als „Eine Geschichte des amerikanischen Volkes“), die 1980 veröffentlicht wurde und seit 2007 in deutscher Übersetzung vorliegt. Darin schildert er die Geschichte der USA aus der Perspektive der Menschen außerhalb des politischen und ökonomischen Establishments: Native Americans, Sklaven, Arbeitern, Frauen, Schwarzen und anderen, deren Kämpfe oft weder aufgezeichnet noch anerkannt werden. A People’s History wurde ursprünglich ohne größere Werbung und nur in kleiner Auflage (4.000–5.000 Exemplare) herausgegeben, entwickelte sich aufgrund der Weiterempfehlungen der Leser jedoch zu einem Bestseller. Das Buch wird heute Schülern der amerikanischen High Schools zur Lektüre empfohlen und als Lehrbuch an Colleges verwendet.
Der Schauspieler Matt Damon, der in der Nachbarschaft von Zinn aufwuchs, schloss einen Verweis auf A People’s History in seinen Film Good Will Hunting ein und nahm später eine Hörbuchversion des Buches auf.
Im Frühling 2003 fand eine dramatisierte Lesung in der 92nd Street YMHA in New York City statt, um den Verkauf des 1.000.000sten Exemplars zu feiern. An der Lesung nahmen Alice Walker, Marisa Tomei, Myla Pitt, Alfre Woodard, Kurt Vonnegut, Harris Yulin, André Gregory, Danny Glover, James Earl Jones, der Schauspieler und Produzent Jeff Zinn und Howard Zinn (als Erzähler) teil. Das Resultat wurde als The People Speak: American Voices, Some Famous, Some Little Known veröffentlicht.
2004 veröffentlichte Zinn Voices of A People’s History of the United States mit Anthony Arnove. Voices erweiterte das Konzept und bietet eine große Sammlung dissidenter Stimmen. Das Buch ist als Begleitband zu A People’s History gedacht und hat eine parallele Struktur.

## Werke (Auswahl)

### Bücher
- Laguardia in Congress (1959) ISBN 0-8371-6434-6, ISBN 0-393-00488-0.
- The Southern Mystique (1962) ISBN 0-89608-680-1.
- SNCC: The New Abolitionists (1964) ISBN 0-89608-679-8.
- New Deal Thought (editor) (1965) ISBN 0-87220-685-8.
- Vietnam: The Logic of Withdrawal (1967) ISBN 0-89608-681-X.
- Disobedience and Democracy: nine fallacies on law and order (1968) ISBN 0-89608-675-5.
- The Politics of History (1970, 1990) ISBN 0-252-06122-5.
- The Pentagon Papers: Critical Essays (editor, with Noam Chomsky) (1972)
- Justice in Everyday Life: the way it really works (editor) (1974) ISBN 0-89608-677-1.
- Justice? eyewitness accounts (1977) ISBN 0-8070-4479-2.
- A People’s History of the United States: 1492–Present (1980, revised 1995) ISBN 0-06-052837-0.
- Declarations of Independence: Cross-Examining American Ideology (1991) ISBN 0-06-092108-0.
- Failure to Quit: Reflections of an Optimistic Historian (1993) ISBN 0-89608-676-3.
- You Can’t Be Neutral on a Moving Train: A Personal History of Our Times (1994) ISBN 0-8070-7127-7.
- The Zinn Reader: Writings on disobedience and democracy (1997) ISBN 1-888363-54-1.
- The Future of History (1999)
- Marx in Soho: A Play on History (1999) ISBN 0-89608-593-7.
- Howard Zinn on History (2000) ISBN 1-58322-048-8.
- Howard Zinn on War (2000) ISBN 1-58322-049-6.
- Terrorism and War (2002) ISBN 1-58322-493-9 (short book of interviews edited by Anthony Arnove)
- Emma: a play in two acts about Emma Goldman, American anarchist (2002) ISBN 0-89608-664-X.
- The Power of Nonviolence: writings by advocates of peace (2002) ISBN 0-8070-1407-9.
- Three Strikes: miners, musicians, salesgirls, and the fighting spirit of labor’s last century (2002) ISBN 0-8070-5013-X.
- Artists in Times of War (2003) ISBN 1-58322-602-8.
- The Twentieth Century: a people’s history (2003) ISBN 0-06-053034-0.
- Passionate Declarations: essays on war and justice (2003) ISBN 0-06-055767-2.
- The People Speak: American Voices, Some Famous, Some Little Known (2004) ISBN 0-06-057826-2.
- Voices of a People’s History of the United States (with Anthony Arnove, 2004) ISBN 1-58322-647-8.
- Howard Zinn on Democratic Education (with Donald Macedo, 2004) ISBN 1-59451-055-5.
- Künstler in Zeiten des Krieges (2004) ISBN 3-937623-33-7.
- Eine Geschichte des amerikanischen Volkes.
  - Band 1: Kolonialismus, Rassismus und die Macht des Geldes (2006) ISBN 3-937623-51-5.
  - Band 2: Unabhängigkeitserklärung, Revolution und das Aufbegehren der Frauen (2006) ISBN 3-937623-52-3.
  - Band 3: Die „Umsiedlung“ der Indianer und der Krieg gegen Mexiko (2006) ISBN 3-937623-53-1.
  - Band 4: Der andere Bürgerkrieg (2006) ISBN 3-937623-54-X.
  - Band 5: Siegeszug des Kapitals (2006) ISBN 3-937623-55-8.
  - Band 6: Reformen, Repressionen und der Erste Weltkrieg (2006) ISBN 3-937623-56-6.
  - Band 7: Der Zweite Weltkrieg und die schwarze Revolte (2006) ISBN 3-937623-57-4.
  - Band 8: Von Vietnam bis Watergate (2007) ISBN 3-937623-58-2.
  - Band 9: Carter – Reagan – Bush (2007) ISBN 3-937623-59-0.
  - Gesamtausgabe. (2007) ISBN 978-3-937623-50-4 (689 S., beinhaltet die Bände 1 bis 9 plus zwei Extra-Kapitel: zur Clinton-Präsidentschaft; zur Wahl 2000 und zum „Krieg gegen den Terror“).
  - Eine Geschichte des amerikanischen Volkes, aus dem amerikanischen Englisch von Sonja Bonin und mit einem Vorwort von Norbert Finzsch, März-Verlag,  Berlin 2025, ISBN 978-3-7550-0012-9.
- Young People’s History of the United States. 2 Vols., Seven Stories Press. 2007, 212 und 234 S., ISBN 1-58322-759-8 und ISBN 1-58322-760-1.[10]
- Schweigen heißt Lügen – Autobiographie, Editions Nautilus, Hamburg 2010 ISBN 978-3-89401-604-3.

### CDs
- A People’s History of the United States (1999)
- Heroes & Martyrs (2000)
- Stories Hollywood Never Tells (2000)
- Artists in the Time of War (2002)

### Theaterstück
- Marx in Soho (1999)